# Metacnephia dzhungarica
Metacnephia dzhungarica är en tvåvingeart som beskrevs av Yankovsky 1996. Metacnephia dzhungarica ingår i släktet Metacnephia och familjen knott. Inga underarter finns listade i Catalogue of Life.